# Österreichische Rallye-Staatsmeisterschaft 2013
Die Österreichische Rallye-Staatsmeisterschaft 2013 wurde in der Zeit vom 3. Jänner bis zum 9. November 2013 im Rahmen von acht Wertungsläufen ausgetragen.

## Saisonverlauf

### Jänner Rallye
Die 30. Jänner Rallye begann am ersten Tag mit Regen, Schnee, Eis und Nebel. Trotz des schlechten Wetters kamen 120.000 Besucher ins Mühlviertel. Auf 18 Sonderprüfungen wurden über 245 Prüfungskilometer zurückgelegt. Der Tscheche Jan Kopecký führte nach dem ersten Tag mit 38,9 Sekunden vor dem Österreicher Raimund Baumschlager und dem Tscheche Václav Pech. Auch am zweiten Tag konnte Kopecký seine Führung bis zur 14. Sonderprüfung behaupten, aber bei der 15. Sonderprüfung verlor der Tscheche eine Minute auf Baumschlager wegen eines Reifenschadens. Von da an führte Baumschlager für eine Sonderprüfungswertung. Danach konnte Kopecký die Führung wiedererlangen und bis ins Ziel behaupten, er wiederholte somit seinen Vorjahressieg. Baumschlager fiel am zweiten Tag auf den vierten Platz zurück und wurde Zweiter in der Gesamtwertung. Beppo Harrach ließ am Samstag das Fahrzeugsetup ändern, danach lief es für ihn besser und er konnte sich von Platz fünf auf vier verbessern. Gerhard Aigner erreichte den 11. Platz und war damit drittbester Österreicher.

### Rebenland Rallye
Bei der zweiten Auflage, der Rebenland Rallye konnte Raimund Baumschlager einen deutlichen Sieg über seinen Widersacher Beppo Harrach herausfahren. Harrach lag am Samstagvormittag meist eine Sekunde hinter Baumschlager, er konnte bei der achten und 13. Sonderprüfung seine einzigen Sonderprüfungsbestzeiten herausfahren. Gerwald Grössing hatte kurze Zeit ein Duell mit Kris Rosenberger, übernahm schon am Freitag den dritten Platz und verteidigte diesen Platz auch am Samstag bis ins Ziel. Der Österreicher Achim Mörtl feierte sein gelungenes Comeback, denn er gewann die 2WD-Klasse und einem tollen fünften Gesamtrang. Der Deutsche Hermann Gassner sen. verlor auf der letzten Sonderprüfung wegen eines schadhaften Turboladers wertvolle zwei Minuten und damit seinen fünften Gesamtrang und wurde am Ende Siebenter. Christian Mrlik musste seinen geplanten Start wegen ausstehender Budget-Fixierungen absagen. Fritz Waldherr hatte einen schweren Unfall, der glimpflich ausging.

### Lavanttal Rallye
Es standen bei der 37. Lavanttal Rallye zwölf Sonderprüfungen auf dem Programm. Beppo Harrach konnte am regnerischen Freitag die ersten vier Sonderprüfungen für sich entscheiden, auch am Samstag gewann er bei Regen, Nebel, Schneematsch und Eis vier weitere Sonderprüfungen. Für Raimund Baumschlager war somit klar, dass die Rallye bereits entschieden war, er konnte trotzdem vier Sonderprüfungen gewinnen. Mit 39,2 Sekunden Vorsprung und einem Start-Ziel-Sieg gewann Harrach vor Baumschlager und Gerwald Grössing. Damit meldete er sich wieder zurück im Kampf um den Titel. Gerwald Grössing konnte den zweiten Platz vom Freitag nicht ins Ziel bringen, konnte aber das Duell mit seinem Landsmann Kris Rosenberger deutlich für sich entscheiden. Mit zwei Reifenschäden und zwei Drehern rettete Grössing den dritten Platz und ihm fehlten am Ende 1:43 Minuten auf die Spitze. Achim Mörtel schied bei der siebenten Sonderprüfung mit technischem Defekt aus.

### Wechselland Rallye
Nach dem Abgang des Hauptsponsors Bosch standen Willi Stengg sen. und sein Organisationsteam vom Stengg Motorsport Fanclub vor der schwierigen Entscheidung, ob man die Rallye weiterführen soll oder nicht und man suchte nach neuen Sponsoren. Einen Monat vor der Rallyeveranstaltung war klar, dass die Rallye unter dem neuen Namen Wechselland Rallye weitergeführt werden kann, mit alten und teilweise neuen Partnern.
Für Raimund Baumschlager waren 7,8 Sekunden schlussendlich ausschlaggebend für den Sieg über seinen stärksten Konkurrenten Beppo Harrach. Denn Harrach kam dem Gesamtsieg am Samstagmittag bis auf 0,5 Sekunden nahe und musste sich nach zwölf Sonderprüfungen mit Platz zwei zufriedengeben. Gerwald Grössing wurde wie bei den anderen Rallyeveranstaltungen wieder Dritter. Willi Stengg sen. hatte fast das ganze Wochenende mit Turboschlauch-Problemen zu kämpfen, kam am Ende auf Platz vier. Auch mit diversen Problemen zu kämpfen hatte Kris Rosenberger, er belegte im Ziel den fünften Platz.
Auf der letzten Sonderprüfung des ersten Tages fing es in der Mitte des Rennens an zu regnen, dabei kam es zwischen Christian Rosner und Peter Ölsinger zu einem heftigen Unfall und die Sonderprüfung musste abgebrochen werden. Max Zellhofer rutschte auf der neunten Sonderprüfung im dunklen Wald von der Piste ab, knallte heftig gegen einen Baum, dabei wurde sein Fahrzeug schwer beschädigt und sein Copilot André Kachel erlitt einen Schlüsselbeinbruch. Michael Böhm feierte einen klaren 2WD-Sieg.

## Ergebnisse
| Rallye                                 | Platz | Fahrer               | Fahrzeug                    | Gesamtzeit    |
| -------------------------------------- | ----- | -------------------- | --------------------------- | ------------- |
| Jänner Rallye 3.–5. Jänner 2013        | 1.    | Jan Kopecký          | Škoda Fabia S2000           | 2:35:45,3 h   |
| Jänner Rallye 3.–5. Jänner 2013        | 2.    | Raimund Baumschlager | Škoda Fabia S20002          | +1:18,1 min   |
| Jänner Rallye 3.–5. Jänner 2013        | 3.    | Václav Pech          | Mini Cooper S2000           | + 1:23,6 min  |
|                                        |       |                      |                             |               |
| Rebenland Rallye 22.–23. März 2013     | 1.    | Raimund Baumschlager | Škoda Fabia S20002          | 1:36:32,6 h   |
| Rebenland Rallye 22.–23. März 2013     | 2.    | Beppo Harrach        | Mitsubishi Lancer Evo IX R4 | + 34,3 s      |
| Rebenland Rallye 22.–23. März 2013     | 3.    | Gerwald Grössing     | Mitsubishi Lancer Evo IX R4 | + 2:59,2 min  |
|                                        |       |                      |                             |               |
| Lavanttal-Rallye 12.–13. April 2013    | 1.    | Beppo Harrach        | Mitsubishi Lancer Evo IX R4 | 1:55:57,0 h   |
| Lavanttal-Rallye 12.–13. April 2013    | 2.    | Raimund Baumschlager | Škoda Fabia S20002          | + 39,2 s      |
| Lavanttal-Rallye 12.–13. April 2013    | 3.    | Gerwald Grössing     | Mitsubishi Lancer Evo IX R4 | + 2:22,2 min  |
|                                        |       |                      |                             |               |
| Wechselland Rallye 3.–4. Mai 2013      | 1.    | Raimund Baumschlager | Škoda Fabia S20002          | 1:33:34,0 h   |
| Wechselland Rallye 3.–4. Mai 2013      | 2.    | Beppo Harrach        | Mitsubishi Lancer Evo IX R4 | + 7,8 s       |
| Wechselland Rallye 3.–4. Mai 2013      | 3.    | Gerwald Grössing     | Mitsubishi Lancer Evo IX R4 | + 2:54,9 min  |
|                                        |       |                      |                             |               |
| Schneebergland Rallye 29. Juni 2013    | 1.    | Raimund Baumschlager | Škoda Fabia S20002          | 1:26:34,0 h   |
| Schneebergland Rallye 29. Juni 2013    | 2.    | Beppo Harrach        | Mitsubishi Lancer Evo IX R4 | + 9,2 s       |
| Schneebergland Rallye 29. Juni 2013    | 3.    | Gerwald Grössing     | Mitsubishi Lancer Evo IX R4 | + 1:53,8 min  |
|                                        |       |                      |                             |               |
| Rallye Weiz 9.–10. August 2013         | 1.    | Raimund Baumschlager | Škoda Fabia S20002          | 1:46:57,5 h   |
| Rallye Weiz 9.–10. August 2013         | 2.    | Hermann Neubauer     | Peugeot 207 S2000           | + 1:27,2 min  |
| Rallye Weiz 9.–10. August 2013         | 3.    | Gerwald Grössing     | Mitsubishi Lancer Evo IX R4 | + 2:11,9 min  |
|                                        |       |                      |                             |               |
| ARBÖ Rallye 20.–21. September 2013     | 1.    | Raimund Baumschlager | Škoda Fabia S20002          | 1:16:52,40 h  |
| ARBÖ Rallye 20.–21. September 2013     | 2.    | Gerwald Grössing     | Mitsubishi Lancer Evo IX R4 | + 1:00,50 min |
| ARBÖ Rallye 20.–21. September 2013     | 3.    | Christoph Brugger    | Škoda Fabia S2000           | + 3:27,20 min |
|                                        |       |                      |                             |               |
| Rallye Waldviertel 7.–9. November 2013 | 1.    | Kajetan Kajetanowicz | Subaru Impreza STi R4       | 2:03:32.8 h   |
| Rallye Waldviertel 7.–9. November 2013 | 2.    | Jaromír Tarabus      | Škoda Fabia S2000           | + 2:35,9 min  |
| Rallye Waldviertel 7.–9. November 2013 | 3.    | Franz Sonnleitner    | Mitsubishi Lancer Evo IX    | + 4:10,7 min  |